# Saransk
Saransk, glavni grad Republike Mordovije u Ruskoj Federaciji, smješten u porječju Volge, 630 km istočno od Moskve. Po popisu iz 2002., imao je 304.866 stanovnika. Utemeljen je 1641.
Saransk je važno industrijsko središte.
Godine 1957. u Saransku je utemeljeno Mordovsko državno sveučilište N.P. Ogarjeva. 

## Vanjske poveznice
|  | Zajednički poslužitelj ima još gradiva o temi Saransk |

Satelitska snimka  Arhivirana inačica izvorne stranice od 7. ožujka 2021. (Wayback Machine)